# Bana (Niger)
Bana ist eine Landgemeinde im Departement Gaya in Niger.

## Geographie
Bana liegt in der Landschaft Dendi in der Sudanregion und grenzt im Osten an den Nachbarstaat Nigeria. Die Nachbargemeinden in Niger sind Yélou im Norden, Bengou im Süden und Gaya im Westen. Bei den Siedlungen im Gemeindegebiet handelt es sich um acht Dörfer, achtzehn Weiler und drei Lager. Der Hauptort der Landgemeinde ist das Dorf Bana.
Durch das Gemeindegebiet verläuft in Nord-Süd-Richtung das große, periodisch wasserführende Trockental Dallol Maouri. Der äußerste Westen des Gemeindegebiets gehört zum Dosso-Reservat, einem 306.500 Hektar großen Naturschutzgebiet, das 1962 als Pufferzone zum Nationalpark W eingerichtet wurde. Die Forêt classée de Bana ist ein 736 Hektar großes unter Naturschutz stehendes Waldgebiet im Gemeindegebiet von Bana. Die Unterschutzstellung erfolgte 1955.

## Geschichte
Bana wurde Anfang des 17. Jahrhunderts von einigen Tyenga-Familien unter ihrem Anführer Abdou Bello gegründet. Das Dorf Tounga Tégui im Gemeindegebiet von Bana ist eine Zarma-Gründung des 17. Jahrhunderts. Die französische Kolonialverwaltung richtete Anfang des 20. Jahrhunderts einen Kanton in Bana ein. Die 150 Kilometer lange Piste zwischen Dosso und Gaya, die durch Bana führte, galt in den 1920er Jahren als einer der Hauptverkehrswege in der Kolonie Niger. Sie war in der Trockenzeit mit Automobilen befahrbar.
Die Landgemeinde Bana ging 2002 bei einer landesweiten Verwaltungsreform aus dem Kanton Bana hervor, dessen Gebiet auf die Landgemeinden Bana und Bengou aufgeteilt wurde. Bei Überschwemmungen im Jahr 2011 stürzten 61 Häuser im Hauptort ein. Der staatliche Stromversorger NIGELEC elektrifizierte den Hauptort im Jahr 2018.

## Bevölkerung
Bei der Volkszählung 2012 hatte die Landgemeinde 18.128 Einwohner, die in 2264 Haushalten lebten. Bei der Volkszählung 2001 betrug die Einwohnerzahl 13.293 in 1746 Haushalten.
Im Hauptort lebten bei der Volkszählung 2012 3922 Einwohner in 535 Haushalten, bei der Volkszählung 2001 2486 in 326 Haushalten und bei der Volkszählung 1988 3056 in 404 Haushalten.
In ethnischer Hinsicht ist die Gemeinde ein Siedlungsgebiet von Tyenga.

## Politik
Der Gemeinderat (conseil municipal) hat 11 gewählte Mitglieder. Mit den Kommunalwahlen 2020 sind die Sitze im Gemeinderat wie folgt verteilt: 5 PNDS-Tarayya, 4 MODEN-FA Lumana Africa und 2 ANDP-Zaman Lahiya.
Jeweils ein traditioneller Ortsvorsteher (chef traditionnel) steht an der Spitze von sieben Dörfern in der Gemeinde, darunter dem Hauptort.

## Wirtschaft und Infrastruktur

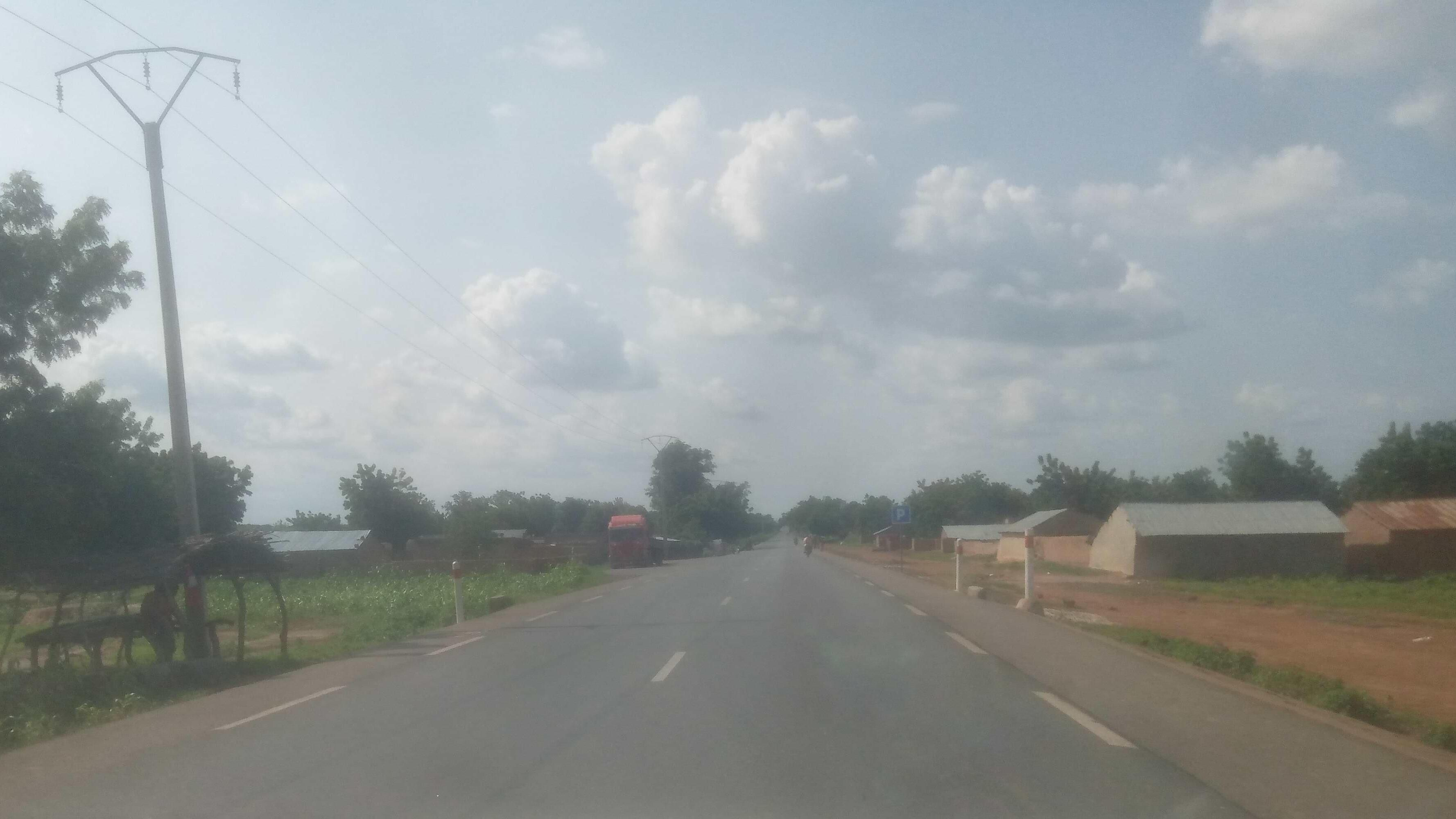
Nationalstraße 7 in Tounga Tégui in der Gemeinde Bana (2023)

In Bana wird Salz gewonnen. Die Landgemeinde ist zudem die Betreiberin mehrerer Wochenmärkte. Der Markttag im Hauptort Bana ist Mittwoch. Das staatliche Versorgungszentrum für landwirtschaftliche Betriebsmittel und Materialien (CAIMA) unterhält eine Verkaufsstelle im Hauptort. Die Gemeinde liegt in einer schmalen Zone entlang der Grenze zu Nigeria, die von Tounouga im Westen bis Malawa im Osten reicht und in der Bewässerungsfeldwirtschaft für Cash Crops betrieben wird. Die Rônierpalmen-Zonen beim Hauptort Bana und beim Dorf Koté Koté erstrecken sich über eine Gesamtfläche von 4168 Hektar.
Gesundheitszentren des Typs Centre de Santé Intégré (CSI) sind im Hauptort und in der Siedlung Niakoye Tounga vorhanden. Der CEG Bana ist eine allgemein bildende Schule der Sekundarstufe des Typs Collège d’Enseignement Général (CEG). Beim Centre de Formation aux Métiers de Bana (CFM Bana) handelt es sich um ein Berufsausbildungszentrum.
Durch den Westen der Gemeinde verläuft die Nationalstraße 7 zwischen der Regionalhauptstadt Dosso und der Staatsgrenze zu Benin. Der Gemeindehauptort Bana ist über die Landstraße RR3-001 mit der Nationalstraße 7 in Gouiwa und mit der Nachbargemeinde Yélou verbunden. Im Hauptort zweigt die Route 353 nach Faska von der Landstraße RR3-001 ab.